# Ayase
Ayase (綾瀬市, Ayase-shi) és una ciutat situada al centre de la Prefectura de Kanagawa, al Japó.
A data de juny de 2012, la ciutat té una població estimada de 83.453 i una densitat de població de 3.750 persones per km². Ayase té una àrea total de 22.28 km².

## Geografia
Ayase està a la plana del nord-centre de la Prefectura de Kanagawa, seguint la riba del riu Sagami. Fa frontera amb les ciutats de Yamato, Fujisawa i Ebina.

## Història
En el període Edo, l'àrea de l'actual Ayase era part del territori tenryō de la província de Sagami, controlada directament pel shogunat Tokugawa, però administrat a través de diversos hatamoto. Després de la restauració Meiji, l'àrea formà part del Districte de Kōza, a la Prefectura de Kanagawa. La vila d'Ayase fou creada l'1 d'abril de 1889 com a resultat de la fusió de vuit llogarets, i se li assignà l'estatus de poble l'1 d'abril de 1945. L'11 de novembre de 1978, Ayase passà a ser la ciutat més nova de la prefectura.
El 18% de l'àrea de la ciutat està destinada a la Base Naval i Aèrea d'Atsugi de l'exèrcit estatunidenc.

## Economia
Ayase és coneguda per la indústria de carn processada, i és el principal productor de productes de porc de la Prefectura de Kanagawa.

## Transport
Ayase no té estacions de tren, tot i que la línia Tōkaidō Shinkansen creua la ciutat. Les estacions més properes són l'estació de Kashiwadai i l'estació de Sagamino (línia de Sagami), situades a la ciutat veïna d'Ebina; i l'estació de Chōgo (línia d'Odakyu Enoshima) a Fujisawa.

## Agermanament
- Kashiwa, Chiba, Japó, des de 1967